# RK Mornar
Rukometni klub Mornar, crnogorski je rukometni klub iz Bara, koji se trenutno takmiči u Prvoj ligi Crne Gore. Osnovan je 1984. godine.

## Istorijat
Formiran 1984. godine, RK Mornar brzo postaje jedan od najboljih crnogorskih rukometnih klubova. Počinje sa pojavljivanjem u Jugoslovenskoj prvoj ligi 1991. godine i nekoliko godina kasnije, tokom sezone 1995/96, igra u Kupu FR Jugoslavije. 1995. godine, Mornar postaje prvi muški rukometni klub koji je učestvovao u EHF Evropskim Kupovima.
Poslije RK Lovćen Cetinje, Mornar je najuspješniji crnogorski rukometni klub u vremenu FR Jugoslavije i SCG, sa odigranih osam sezona u prvoj ligi. Sa pojavom nezavisnosti Crne Gore, Mornar nastavlja da igra u crnogorskoj prvoj ligi u sezonama: 2006/07, 2007/08, 2008/09, 2009/10, 2010/11.
Klub je bio blizu gašenja 2011. godine, nakon ispadanja iz Prve lige, ali je nastavio da se takmiči.

## Evropska takmičenja
- Mornar je igrao četiri sezone u EHF Evropskim takmi;enjima: 1995/96 - EHF Gradski Kup 1996/97 - EHF Kup pobjednika 2007/08 - EHF Challenge Cup 2008/09 - EHF Challenge Cup

## RK Bar
Sa ciljem formiranja ženske i muške rukometne ekipe osnovan je RK Bar 2010. godine na čijem je čelu diplomirani trener rukometa Potparić Obrad. Tokom 2011. godine dolazi do početka treninga u Rukometnoj školi Bar, kako ženske tako i muške sekcije. U ovoj godini, takođe dolazi i do prvih zvaničnih takmičenja ženske rukometne sekcije u ligi mlađih kategorija pod organizacijom RSCG. U 2012. godini , prvi član ženske ekipe rukometnog kluba nastupa u pionirskoj reprezentaciji Crne Gore. Godina 2013. može se nazvati godinom uspjeha. Ženska rukometna sekcija zajedno sa OŠ „Anto Đedović“ preuzima titulu državnih prvakinja. Takođe, jedan član iz iste sekcije i četiri člana iz muške sekcije ulaze u pionirsku reprezentaciju. Nešto kasnije, ženska ekipa rukometnog kluba na kvalifikacionom, finalnom turniru pionirske lige Crne Gore zauzima četvrto mjesto, dok je muškoj ekipi pripala bronzana medalja.
2014 godina; predstavlja nizanje uspjeha. Osvojeno je prvo mjesto muške sekcije zajedno sa OŠ „Jugoslavija“. Nedugo zatim, klub osvaja treće mjesto muške pionirske lige Crne Gore. Muškoj kadetskoj reprezentaciji pridružuje se šest igrača našeg kluba, kao i jedna igračica ženskoj kadetskoj reprezentaciji. Ženska sekcija RK“Bar“ postala je osvajač trofeja Kupa Skoplja, na međunarodnom turniru u Skoplju. Ova godina je i godina početka takmičenja u seniorskoj konkurenciji i to prijavom za učešće u Drugoj ligi Crne Gore, kako muške, tako i ženske rukometne lige, što predstavlja pravu klupsku nadgradnju na mlađe kategorije, gdje je muška ekipa ubjedljivo najmlađi učesnik (kadeti). 2015 godina: Bar je pobrao najveće uspjehe. Igračica Anđela Nišavić sa ženskom reprezentacijom osvaja prvo mjesto na mediteranskim igrama za kadetkinje u Tunisu. Ova godina takođe predstavlja godinu početka takmičenja u Prvoj ligi Crne Gore i to u ženskoj konkurenciji, kao i nastavak takimečenja kadeta sa seniorima u okviru Druge muške lige. Na jakom međunarodnom turniru u Skoplju, ženska sekcija drugi put osvaja prvo mjesto i to pobjedom nad Metalurgom u finalu, dok su momci takođe sa Metalurgom izborili finale u kojem su poraženi, ali ipak napravili veliki uspjeh osvajanjem srebrne medalje.

## RK Bar postaje RK Mornar
Nekadašnji igrač RK Mornara Obrad Potparić, koji je u Novom Sadu stekao zvanje diplomiranog trenera rukometa, osnovao je RK Bar, čiji su igrači, stručni štab i uprava, odlučili da ožive staro ime.  Ali i da nastave istim putem. RK Bar je mlad klub sa veoma mladim igračima iz svog pogona, koji se ravnopravno već tri godine takmiči u drugoj ligi Crne Gore, a iako najmlađi u ligi na polusezoni se nalaze na 1. mjestu na tabeli, i pod novim imenom boriće se za ulazak u prvu ligu RSCG. Početkom 2017. godine RK Bar postaje RK Mornar.

## Spoljašnje veze
- RK Mornar